# 鏽湖工作室
鏽湖工作室（英語：Rusty Lake Studio）是一家位於荷蘭阿姆斯特丹的獨立電子遊戲工作室，由羅賓·拉斯（荷蘭語：Robin Ras）和馬丁·露易斯（荷蘭語：Maarten Looise）在2015年4月25日創立，開發有鏽湖系列游戲。
自創建以來，鏽湖工作室開發了16款超現實的密室逃脫冒險遊戲，均發生在其虛構的世界綫「銹湖世界」中。該工作室稱，其創作「銹湖」這一虛構世界的靈感來源於大衛·林區和馬克·弗罗斯特的電視劇《迷離劫》。其每款游戲在故事情節和人物網絡中相互聯繫穿插，每一部分都揭示了更多關於「銹湖世界」的内容。